# Paluel
Paluel är en kommun i departementet Seine-Maritime i regionen Normandie i norra Frankrike. Kommunen ligger i kantonen Cany-Barville som tillhör arrondissementet Dieppe. År 2022 hade Paluel 385 invånare.

## Befolkningsutveckling
Antalet invånare i kommunen Paluel
| Referens: INSEE |